# ポリャールヌイ海軍基地
ポリャールヌイ海軍基地はロシア連邦のムルマンスク州ポリャールヌイ市にあるロシア連邦海軍北方艦隊の基地である。同艦隊の基地としては最大級で、ムルマンスクからは北に35kmのところにある。北方艦隊に所属するほとんどの艦艇は、ポリャールヌイを母港としている。
ポリャールヌイは、北方艦隊のコラ諸兵科連合小艦隊が拠点としている。

## 特徴的な艦艇

### 第2対潜艦師団
- アドミラル・チャバネンコ - ウダロイII級大型対潜艦。艦番号650、1999年配備[1]。
- アドミラル・レーフチェンコ - ウダロイ級大型対潜艦。艦番号605、1988年配備[1]。
- アドミラル・ハルラーモフ - ウダロイ級大型対潜艦。艦番号678、1989年配備[1]。
- ビチェ・アドミラル・クラコフ - ウダロイ級大型対潜艦。艦番号626、1981年配備。 2010年に改修を受けた。
- セヴェロモルスク - ウダロイ級大型対潜艦。艦番号619、1987年配備[1]。

### 第121揚陸艦旅団

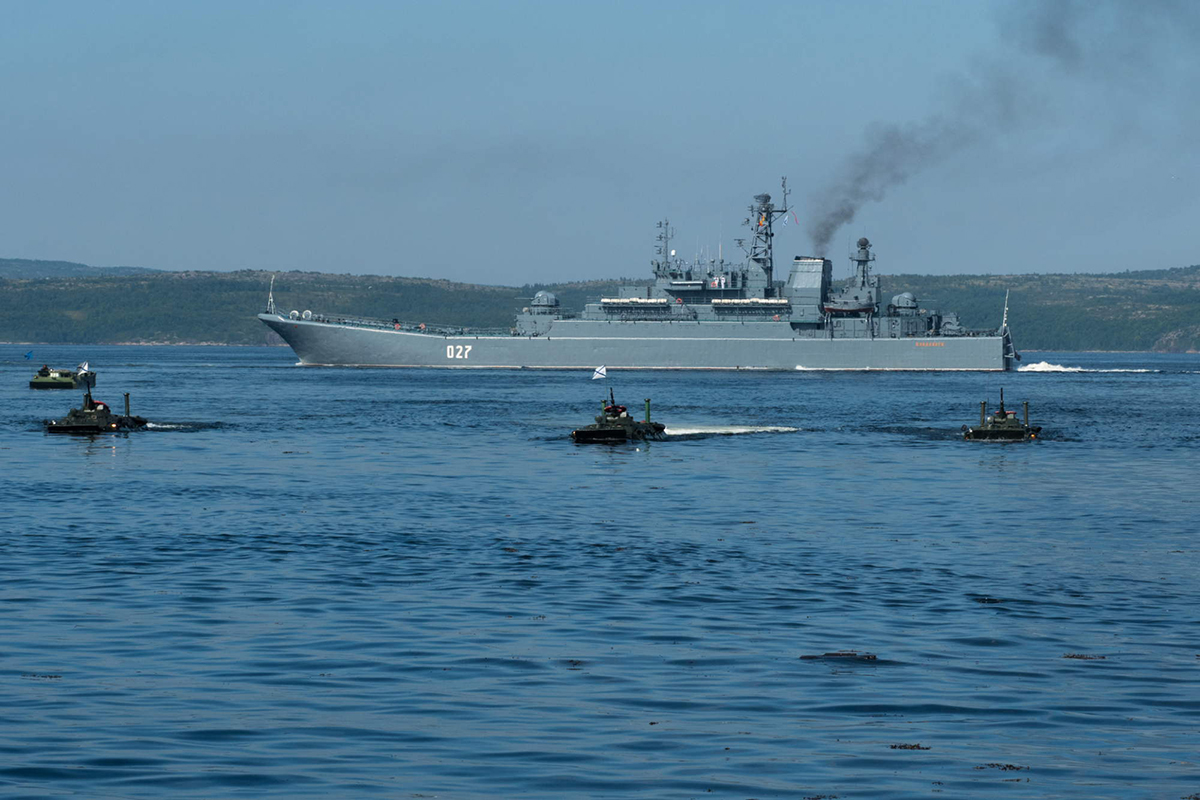
コーンドポガ（2018年）

- BDK-45 ゲオールギイ・ポベドノーセツ - 775型大型揚陸艦。艦番号016、1985年配備[1]。
- BDK-55 アレクサンドル・オトラコーフスキイ - 775型大型揚陸艦。艦番号031、1978年配備。修理中[1]。
- BDK-91 オレネゴールスキイ・ゴルニャーク - 775型大型揚陸艦。艦番号012、1976年配備[1]。
- BDK-182 コーンドポガ - 775型大型揚陸艦。艦番号027、1976年配備。修理中[1]。
- ミトロファン・モスカレンコ - 1174型大型上陸用舟艇。艦番号020、1989年配備。予備役[1]。

### 第161潜水艦旅団（赤旗勲章、ウシャコフ勲章受章部隊）

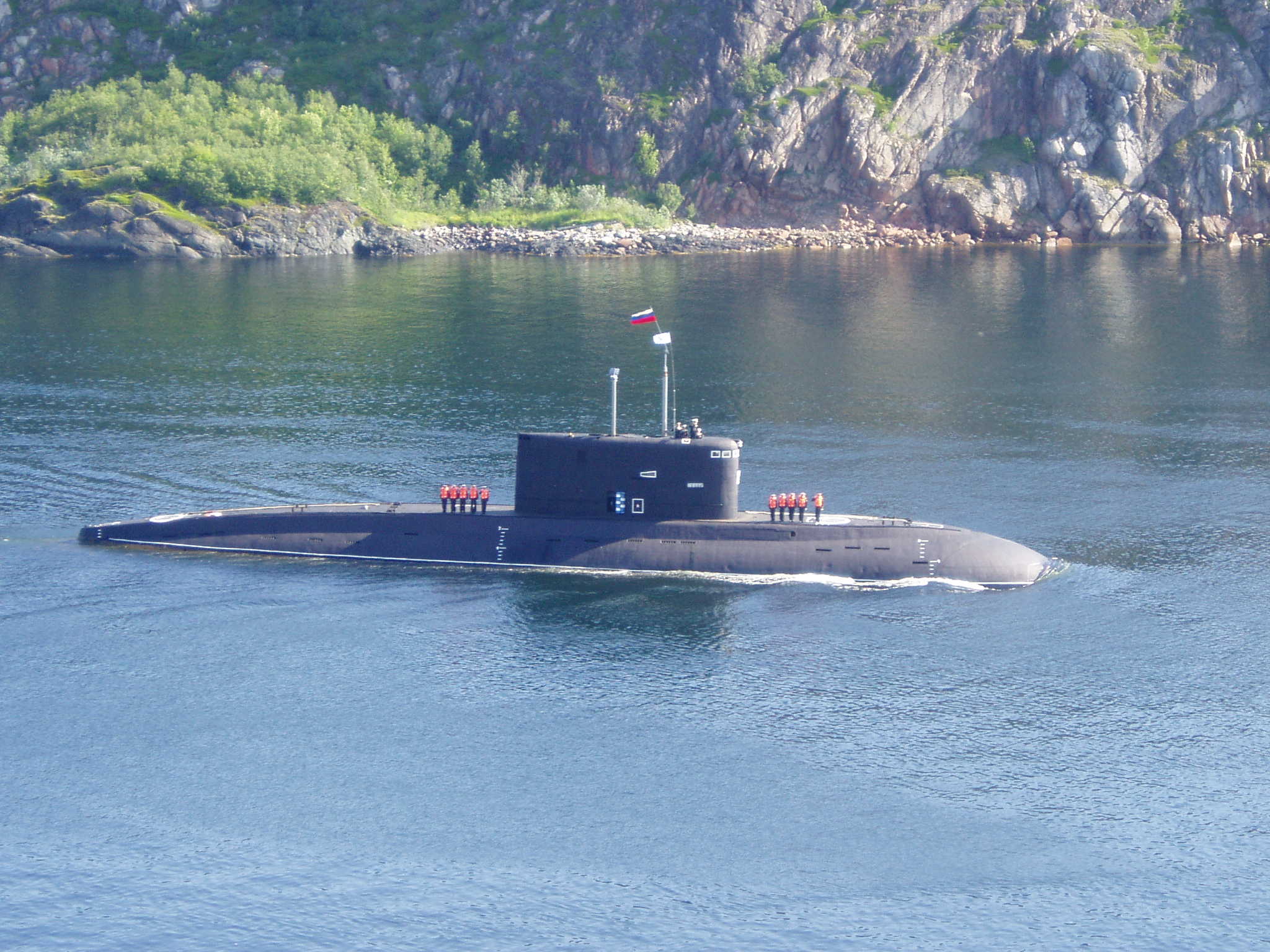
B-402 ヴォログダ。2007年、海軍記念日式典にて。

- B-177 リペツク - 改キロ級潜水艦（636型）。1991年配備[1]。
- B-401 ノヴォシビルスク- キロ級潜水艦（877型）。1984年配備[1]。
- B-402 ヴォログダ - キロ級潜水艦（877型）。1984年配備[1]。
- B-459 ヴラジカフカース - キロ級潜水艦（877型）。1990年配備[1]。
- B-471 マグニトゴールスク - キロ級潜水艦（877型）。1990年配備[1]。
- B-800 カルーガ - キロ級潜水艦（877LPMB型）。1989年配備、修理中[1]。
- B-808 ヤロスラーヴリ - キロ級潜水艦（877E型）。1988年配備[1]。

### 第7水域警備艦旅団

#### 第108小型ミサイル艦大隊
- アイスベルク - 1234型小型ミサイル艦。艦番号512、1979年配備[1]。
- ナカート - 12347型小型ミサイル艦。艦番号526、1987年配備[1]。
- ラススベート - 12341型小型ミサイル艦、艦番号520、1988年配備[1]。

### 第5掃海艇旅団

#### 第83基地掃海艇大隊
- BT-50 エリニャ - 12650型基地掃海艇。艦番号454、1986年配備[1]。
- BT-97 ポリャールヌイ - 12650型基地掃海艇。艦番号402、1984年配備[1]。
- BT-111 アヴァンガルド - 12650型基地掃海艇。艦番号466、1988年配備[1]。
- BT-152 コテリニッチ - 12650型基地掃海艇。艦番号418、1987年配備。修理中[1]。
- BT-211 ヴャトチク - 12650型基地掃海艇。艦番号469、1991年配備[1]。
- BT-226 コロムナ - 12650型基地掃海艇。艦番号426、1990年配備。修理中[1]。

#### 第42海洋掃海艇大隊
- ウラジミール・グマネンコ - 12660型海洋掃海艇。艦番号811、2000年配備。
- コメンドール - 266M型海洋掃海艇。艦番号808、1974年配備[1]。
- マシニスト - 266M型海洋掃海艇。艦番号855、1975年配備[1]。

## 大衆文化にて
- 2018年公開の映画『ハンターキラー 潜航せよ』では、当基地に国防相を訪ねたロシア大統領が拘束されてクーデターが起きる。